# No Kum-sok
No Kum-sok (później Kenneth H. Rowe, ur. 10 stycznia 1932 w Sinhŭng, Korea, zm. 26 grudnia 2022 w Daytona Beach) – koreański pilot, były porucznik Sił Powietrznych Koreańskiej Republiki Ludowo-Demokratycznej.

## Życiorys
Pochodził z rodziny katolickiej. W młodości zmuszony był do przyjęcia japońskiego imienia i nazwiska, posługiwał się wówczas nazwiskiem Okamura Kyoshi. W 1944 roku rozważał zostanie pilotem kamikaze, jednak zabronił mu tego ojciec. Po II wojnie światowej został przyjęty do akademii marynarki wojennej w Ch’ŏngjin, następnie zgłosił się na ochotnika do Sił Powietrznych Koreańskiej Republiki Ludowo-Demokratycznej, gdzie został pilotem myśliwca MiG-15, był także redaktorem propagandowej gazety i członkiem Partii Pracy Korei.
Brał udział wojnie koreańskiej, wykonując blisko 100 lotów bojowych. Po zakończeniu wojny zdezerterował do Korei Południowej. 21 września 1953 roku poleciał odrzutowcem MiG-15 do bazy lotniczej Gimpo w Korei Południowej. Następne kilka miesięcy spędził będąc przesłuchiwany przez przedstawicieli amerykańskiego wywiadu wojskowego na Okinawie.
W 1954 roku wyemigrował do Stanów Zjednoczonych, następnie zmienił dane osobowe na Kenneth H. Rowe i otrzymał amerykańskie obywatelstwo. Pracował jako inżynier aeronautyki dla przedsiębiorstw takich jak Boeing, Grumman i Lockheed. Później pracował także jako wykładowca na Embry–Riddle Aeronautical University, w 2000 roku przeszedł na emeryturę.
W 1957 roku sprowadził do USA swoją matkę, następnie założył rodzinę, mieszkał w Daytona Beach. Napisał również książkę pt. A MiG-15 to freedom.